# Битва при Аазазе (1030)
Би́тва при Ааза́зе — сражение близ сирийского города Аазаз между византийской армией, возглавляемой императором Романом III Аргиром, и войсками мирдасидского эмирата Алеппо. Битва завершилась разгромом византийцев, чья армия бежала в беспорядке обратно в Антиохию, но византийские военачальники сумели восстановить византийское влияние в регионе, заставив Алеппо признать свой вассалитет в 1031 году.

## Предыстория
Эмират Алеппо был византийским вассалом со времён Никифора II Фоки, но уже в годы, предшествовавшие смерти Василия II, его эмиры начали признавать сюзеренитет Фатимидов, халифов Египта. К тому времени, правившая в Алеппо династия Мирдасидов (1025—1080) получила контроль над городом, а византийское влияние над Алеппо и Северной Сирией значительно сократилось. После гибели мирдасидского эмира Салиха ибн Мирдаса в битве у Аль-Укуванахе против Фатимидов, в Палестине в 1029 году, ему наследовали его молодые сыновья Наср и Тимал. Катепан Антиохии Михаил Спондил решил использовать неопытность преемников Салиха для установления контроля над владениями Мирдасидов. Кроме того, Спондил провоцировал строительство крепостей мусульманскими семьями в прибрежных горах и конфессиональные столкновения между мусульманами и христианами в Мааррет-эн-Нуумане. Без ведома императора Романа III Аргира, Спондил направил византийские силы против Мирдасидов, которые были разгромлены племенем Бану Килаб, сильнейшем в Северной Сирии и откуда происходили Мирдасиды, при Кайбаре в июле 1029 году.
Существуют различные версии относительно мотивации Романа III для нападения на Мирдасидов. По мнению средневековых арабских хронистов Яхьи Антиохийского (ум. 1066) и Ибн аль-Адима (ум. 1272) византийский император решил отомстить за поражение своего наместника в Антиохии, которого он снял. Однако, византийские историки Иоанн Скилица и Михаил Пселл считали, что грядущая кампания была мотивирована стремлением Романа III к славе. Несмотря на полное отсутствие военного опыта, он стремился подражать деяниям Василия II и его предшественников. По словам Пселла, Роман III хотел последовать примеру древнеримских императоров, таких как Траян и Август, или даже Александра Македонского. Историк Сухайл Заккар скептически относится к обеим версиям, утверждая, что Роман III, скорее всего, опасался возможного завоевания Алеппо Фатимидами, которые могли воспользоваться смертью Салиха. На это указывает присутствие в войсках Романа III Мансура ибн Лулу, бывшего эмира Алеппо, которого византийский император, вероятно, стремился восстановить в Алеппо вместо Мирдасидов. Кроме того, в письмах Насру и Тималу Роман III выражал обеспокоенность тем, что их враги могут воспользоваться их молодостью и отобрать город, и просил их сдать ему Алеппо в обмен на выплату.

## Начало кампании
В марте 1030 Роман III покинул Константинополь, возглавив военную кампании против Алеппо. По словам Пселла, он был так уверен в своём успехе, что приказал подготовить роскошные венки для своего триумфа и устроить торжественное вступление в Антиохию, которую он достиг 20 июля. Наср, узнав о приближении византийцев, отправил к ним послов во главе со своим двоюродным братом Мукалидом ибн Камилем с предложением признать сюзеренитет Византии и возобновить выплату дани. По словам Пселла, посланники Насра заявили, что они не хотели этой войны и не давали императору никакого предлога для её начала, но видя угрозы со стороны византийцев они будут готовиться к войне, если Роман III не изменит свои действия. Романа III поддержал в его стремлении продолжить кампанию лидер джаррахидов Хасан ибн Муфарридж из племени Бану Тайи, византийские военачальники советовали ему принять предложения Насра, чтобы избежать опасностей, связанных с действиями в безводной сирийской пустыне в летнее время, особенно на фоне того, что их войска оказались непривычны к таким условиям и были одеты в тяжёлые доспехи.
Тем не менее, Роман III отверг советы своих военачальников и повёл войско к Аазазу 27 июля. Византийская армия расположилась станом в бесплодной равнине в окрестностях Аазаза и вырыла глубокий оборонительный ров вокруг своих позиций. Между тем, Наср и Тимал произвели свои приготовления, эвакуировав свою семью из Алеппо, мобилизовав воинов Бану Килаб и других бедуинских племён, таких как Бану Нумайр, а также под предлогом джихада (священной войны), мусульманских жителей Алеппо и окрестной сельской местности. Большинством мобилизованных сил командовал Тимал, который защищал Алеппо и его цитадель, в то время как остальные войска, целиком состоящие из всадников Бану Килаб и Бану Нумайр, возглавляемые Насром, намеревались противостоять византийцам.
Арабские источники разнятся в своих оценках о численности войск Насра: хронисты Ибн аль-Адим и аль-Азими говорят о 923 всадниках, Ибн Абил Дам насчитал 700 всадников, египтянин аль-Макризи (ум. 1442) утверждает о 2 000 всадниках, в то время как Ибн аль-Джаузи (ум. 1200) насчитал 100 всадников и 1000 пехотинцев; Заккар отмечает, что последняя цифра выглядит крайне сомнительной, поскольку почти все источники уверенно сообщают о том, что силы Насра полностью состояли из конницы. Византийская армия оценивалась примерно в 20 000 человек и включала множество иностранных наёмников. Арабские хронисты давали фантастическую цифру в 600 000 византийских воинов.

## Битва
Византийцы создали укреплённый лагерь в районе Аазаза, и император отправил экскувиторов на разведку местности. Они попали в засаду, их командир был взят в плен а большинство его людей были убиты или также захвачены в плен. Этот успех вдохновил арабов, которые начали оказывать давление на византийский лагерь и отрезали византийцев от снабжения провиантом. В результате, византийская армия начала страдать от голода и особенно от жажды. Патрикий Константин Далассин возглавил атаку против арабов, но потерпел поражение и бежал обратно в лагерь.
Византийцы были деморализованы, и имперский совет решил отказаться от похода и вернуться на византийскую территорию. Роман III также приказал сжечь осадные орудия. На следующее утро, 10 августа 1030 года, армия покинула свой лагерь и двинулась в сторону Антиохии. Дисциплина была нарушена в византийской армии, армянские наёмники использовали отступление как возможность грабить рынки и имущество лагеря. Это привело к дальнейшему хаосу среди византийских войск. Наср использовал этот беспорядок, чтобы внезапно напасть на отступающие силы противника. Пселл писал, что арабы нападали разрозненными группами, создавая впечатление огромных полчищ, которые деморализовали византийскую армию и посеяли панику в их рядах. Большая часть их войск была измучена жаждой и дизентерией и не оказывала сопротивления, обратившись в бегство.
Согласно Пселлу телохранители императора бежали без оглядки, покинув Романа III. Иоанн Скилица отмечал, что византийцы потерпели страшный разгром, и что некоторые из воинов погибли в хаотичной давке. Яхья Антиохийский пишет, что византийцы понесли удивительно малые потери. По его словам, погибло всего два византийских военачальника, а один был захвачен арабами.
Арабы захватили крупную добычу, в том числе и весь обоз императорской армии, который византийцы бросили в своём поспешном бегстве. Среди трофеев был роскошный императорский шатёр с его сокровищами, для перевоза которых якобы потребовалось 70 верблюдов. По некоторым данным, всадники Бану Нумайр в одиночку захватили 300 мулов с золотыми динариями. Только икона Богородицы, которую византийские императоры часто брали с собой в поход, была сохранена у византийцев.

## Последствия
Провал императора был частично компенсирован победой Георгия Маниака, правителя Антепа, над 800 арабами. Арабы, воодушевлённые своей победой, требовали его покинуть свою провинцию. Маниак сначала сделал вид, что согласен, посылая еду и напитки для арабов, но потом атаковал и победил их. Также последовала византийская кампания против арабских приграничных правителей, которые восстали против византийского владычества после битвы при Аазазе. Роман III сам отправился в Константинополь, а двое его военачальников одержали ряд побед, захватив несколько крепостей, в том числе Аазаз после короткой осады в декабре 1030 года. В течение следующих двух лет, они систематически брали городища местных племён, приводя их к покорности и восстанавливая византийские позиции в Сирии. В то же время, Наср в Алеппо, стремясь примирить своего могущественного соседа, отправил своего сына Амра в Константинополь уже в апреле 1031 года просить договора, который вновь признавал вассальную зависимость Алеппо от Византии. Восстановление византийцами своей власти в Сирии завершилось взятием Эдессы в 1031 году Маниаком.